# Movimento de Libertação de São Tomé e Príncipe-Partido Social Democrata
Movimento de Libertação de São Tomé e Príncipe-Partido Social Democrata (Beweging voor de Bevrijding van Sao Tomé en Principe-Sociaaldemocratische Partij), vaak afgekort tot MLSTP-PSD, is een politieke partij in Sao Tomé en Principe.

## Geschiedenis

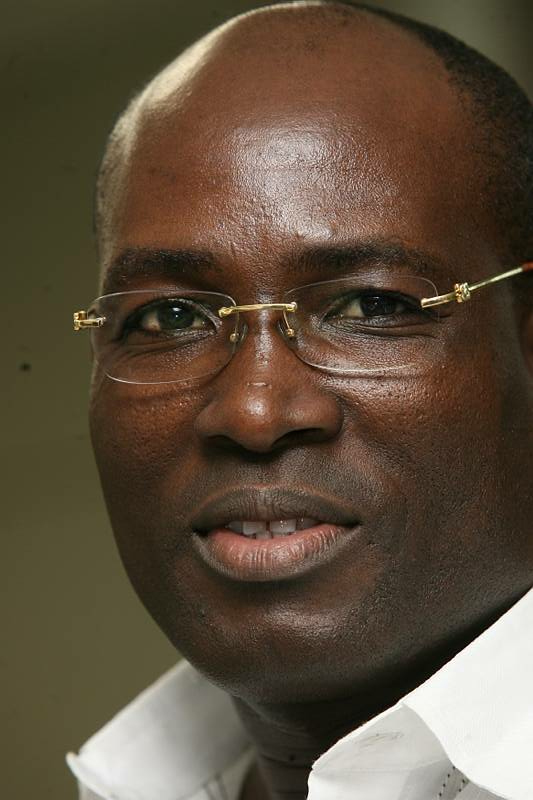
Aurélio Martins, de huidige partijleider

In 1960 werd in Libreville in het reeds onafhankelijke Gabon de Comissão de Libertação de São Tomé e Príncipe (Commissie voor de Bevrijding van Sao Tomé en Principe) opgericht. In 1972 werd ze hernoemd naar Movimento de Libertação de São Tomé e Príncipe (Beweging voor de Bevrijding van Sao Tomé en Principe) onder de leiding van Manuel Pinto da Costa.
Vanaf de onafhankelijkheid in 1975 tot 1990 was de MLSTP de enig toegestane partij. De partij won dan ook de parlementsverkiezingen van 1975 (16 van de 16 zetels), 1980 (40 van de 40 zetels), 1985 (51 van de 51 zetels). Manuel Pinto da Costa was zestien jaar lang president van de republiek. In de jaren 80 ging het economisch slecht met Sao Tomé en Principe en de MLSTP zag zich genoodzaakt meer partijinterne vrijheden toe te staan. De interne dynamiek van dit veranderingsproces leidde, samen met externe druk, tot een referendum over de invoering van een meerpartijenstelsel in 1990. Na dit een referendum werd de grondwet veranderd en mochten er ook andere partijen meedoen aan de verkiezingen. De MLSTP veranderde haar naam en voegde de term Partido Social Democrata toe.
Bij de eerste democratische verkiezingen in 1991 viel de partij terug naar 22 zetels en belandde in de oppositie tegen de Partido de Convergência Democrática-Grupa de Reflexão. Ook verloor de partij het presidentschap aan Miguel Trovoada. In 1994 won de partij met 42,53% van de stemmen 27 van de 55 zetels en kwam weer terug in het centrum van de macht. Carlos Graça werd premier, een functie die later ook door Armindo Vaz d'Almeida, Raul Bragança Neto en Guilherme Posser da Costa namens de MLSTP-PSD ingevuld werd.
Hoewel MLSTP-kandidaat Manuel Pinto da Costa in 1996 de presidentsverkiezingen verloor van Miguel Trovoada, won de partij in 1998 wel de parlementsverkiezingen. Ze haalde 50,61% van de stemmen en 31 zetels, een meerderheid. In 2001 verloor Manuel Pinto da Costa opnieuw de presidentsverkiezingen, dit keer van Fradique de Menezes, ook verloor de partij kort het premierschap aan Evaristo Carvalho van de ADI.
Nadat in 2002 de parlementsverkiezingen 39,56% van de stemmen en 24 zetels opleverden vormde de MLSTP een coalitieregering waarvan achtereenvolgens Gabriel Arcanjo da Costa, Maria das Neves, Damião Vaz d'Almeida en Maria do Carmo Silveira premier waren. In 2006 verloor de partij vier zetels (29,47% van de stemmen), MLSTP-PSD-lid Joaquim Rafael Branco was tussen 2008 en 2010 premier. Ondanks de gebrekkige populariteit van Branco won de partij bij de laatste verkiezingen in 2010 met 32,09% van de stemmen weer een zetel terug en kwam op 21. In januari 2011 werd Aurélio Martins gekozen als nieuwe partijleider. Toen in december 2012 de regering van Patrice Trovoada echter de meerderheid in het parlement verloor, werd niet Martins, maar Gabriel Arcanjo da Costa premier. Bij de verkiezingen in 2014 verloor de MLSTP-PSD vijf zetels en zakte van 21 naar 16 terwijl de ADI weer een ruime meerderheid behaalde.

## Ideologie
Gedurende de jaren 70 en 80 afficheerde de MLSTP zich sterk met het marxisme en onderhield goede contacten met Cuba, de Volksrepubliek China, de Sovjet-Unie en de DDR. In 1990 werd de term Partido Social Democrata aan de naam toegevoegd, dit is zowel een verwijzing naar de sociaaldemocratie als naar de Portugese Partido Social Democrata, een partij die in de jaren 80 juist van sociaaldemocratisch naar conservatief opgeschoven was. De partij wordt door sommige bronnen nog steeds beschouwd als staande aan de linkerkant van het spectrum. Politicoloog Gerhard Seibert beweert daarentegen dat het partijenstelsel in Sao Tomé en Principe primair om (duaal) cliëntelisme draait en politieke ideologie derhalve van secundair belang is. De naamsverbintenis met de Portugese Partido Social Democrata wijst dan ook eerder op gematigd conservatisme.
Acção Democrática Independente · Coligação Democrática da Oposição · Movimento Democrático das Forças da Mudança-Partido Liberal · Movimento de Libertação de São Tomé e Príncipe-Partido Social Democrata · Movimento Novo Rumo · Partido de Convergência Democrática-Grupa de Reflexão · Uê Kédadji · União para a Mudança e Progresso do Príncipe